# Коритан В'ячеслав Олександрович
В'ячеслав Олександрович Коритан (1904, село Манява, тепер Богородчанського району Івано-Франківської області — ?) — український радянський діяч, начальник цеху з видобутку газу Битківського нафтопромислу № 7 об'єднання «Укрнафта» Надвірнянського району Станіславської (Івано-Франківської) області. Депутат Верховної Ради УРСР 2-го скликання.

## Життєпис
Народився у родині робітника. Закінчив школу. З 1920 року — учень слюсаря, слюсар на нафтопромислах Станіславського воєводства Польщі. Був активним учасником і організатором робітничих страйків на нафтопромислах.
Після захоплення Галичини Червоною армією, у 1939—1941 роках — слюсар Битківського нафтопромислу Станіславської області, ініціатор стахановської праці. Після німецько-радянської війни брав активну участь у відбудові Битківського нафтопромислу.
З 1945 року — начальник цеху з видобутку газу Битківського нафтопромислу № 7 об'єднання «Укрнафта» Надвірнянського району Станіславської (Івано-Франківської) області. Обирався головою цехового комітету професійної спілки нафтовиків.

## Нагороди
- Орден «Знак Пошани» (23.01.1948)